# Saproscincus hannahae
Saproscincus hannahae är en ödleart som beskrevs av  Couper och KEIM 1998. Saproscincus hannahae ingår i släktet Saproscincus och familjen skinkar. Inga underarter finns listade i Catalogue of Life.